# Yumbulagang

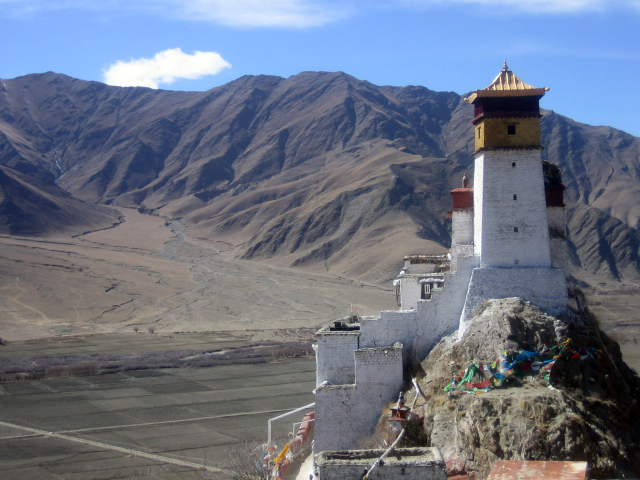
Yumbulagang

Il palazzo di Yumbulagang, o Yumbulakhang, è un'antica fortezza nella valle del fiume Yarlung Tsangpo nel Tibet meridionale.
Secondo una leggenda, fu il primo edificio costruito in Tibet e palazzo del primo re tibetano Nyatri Tsenpo. Si trova a circa 192 km a sud di Lhasa e a 9 km da Tsetang.

Yumbulagang
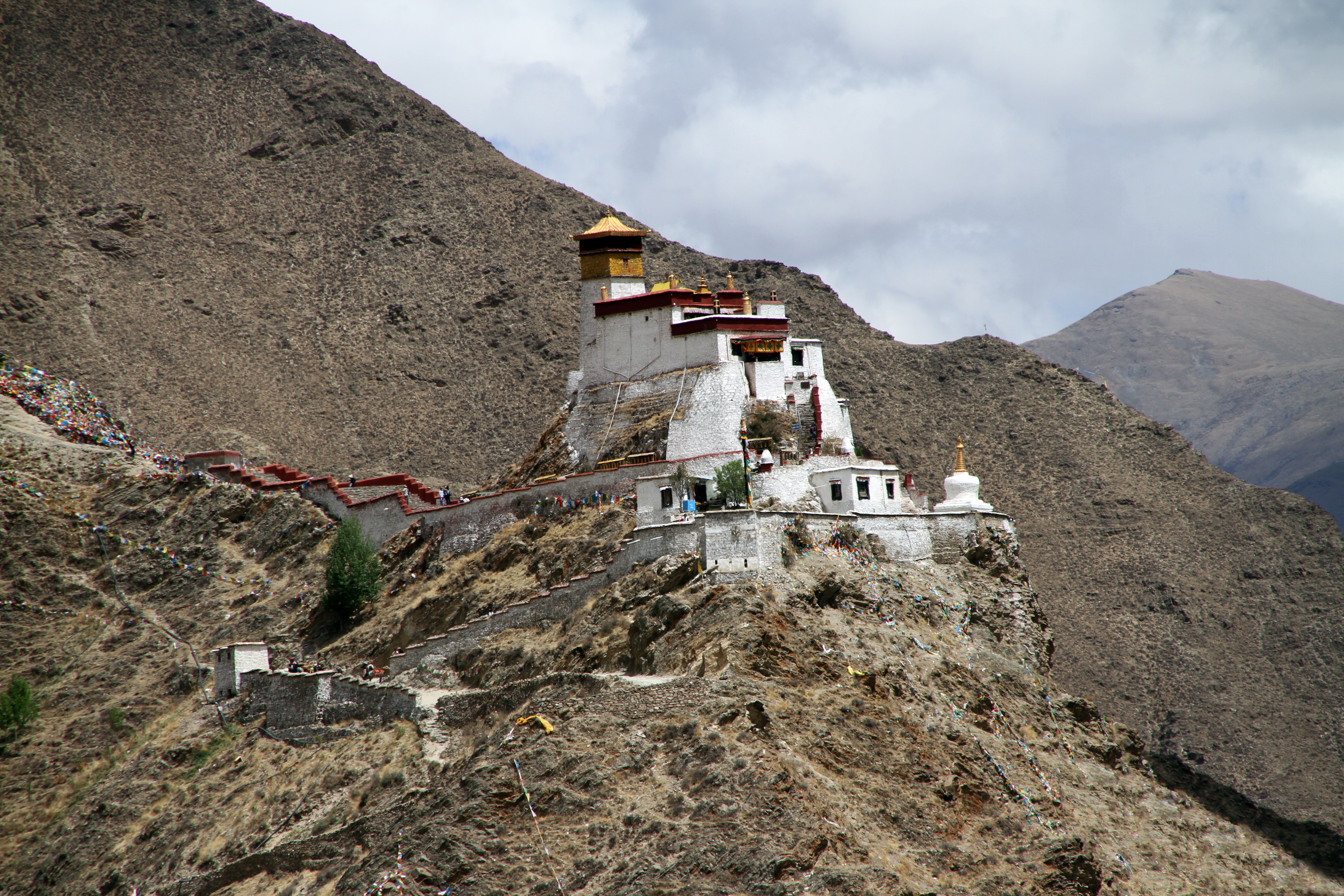
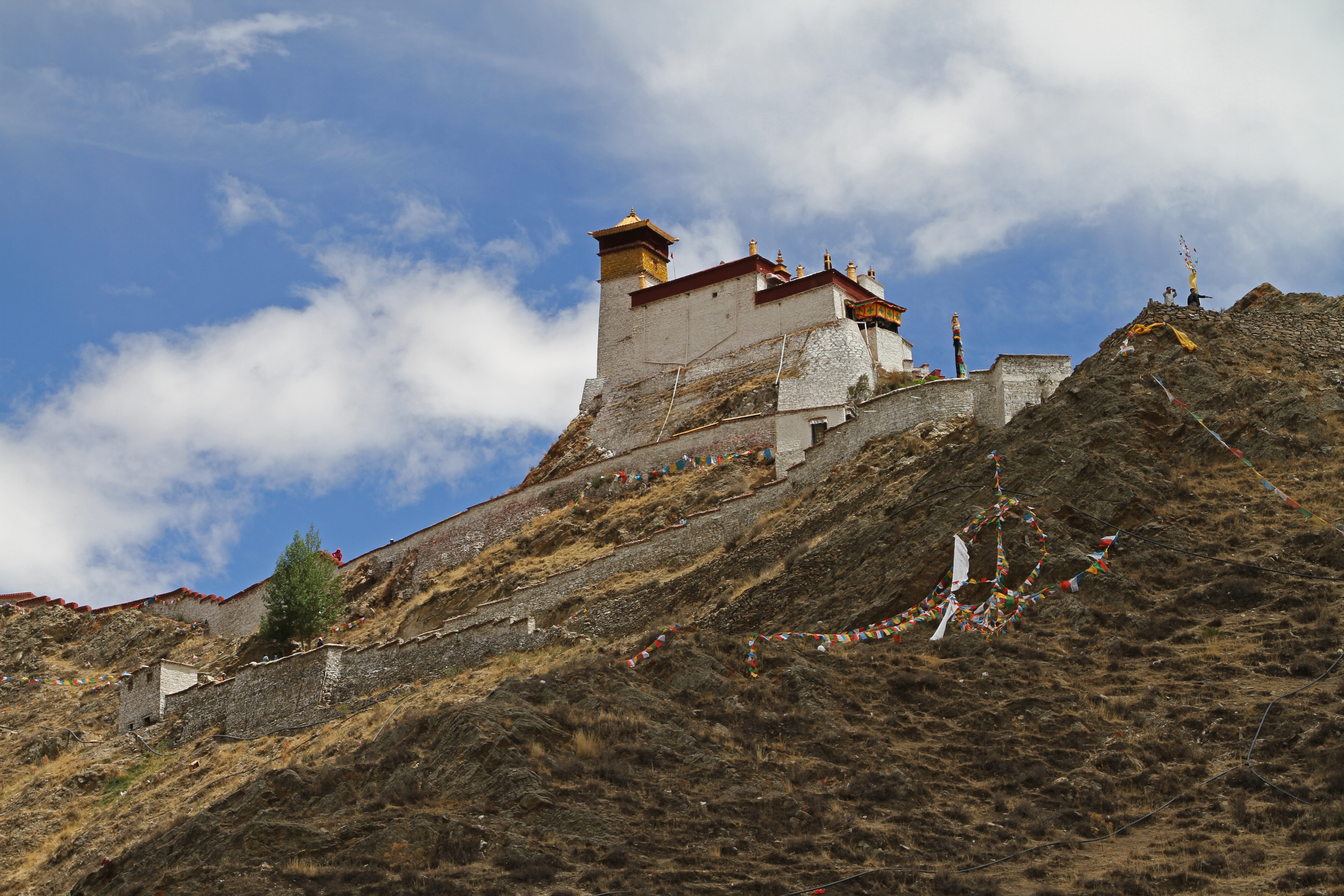
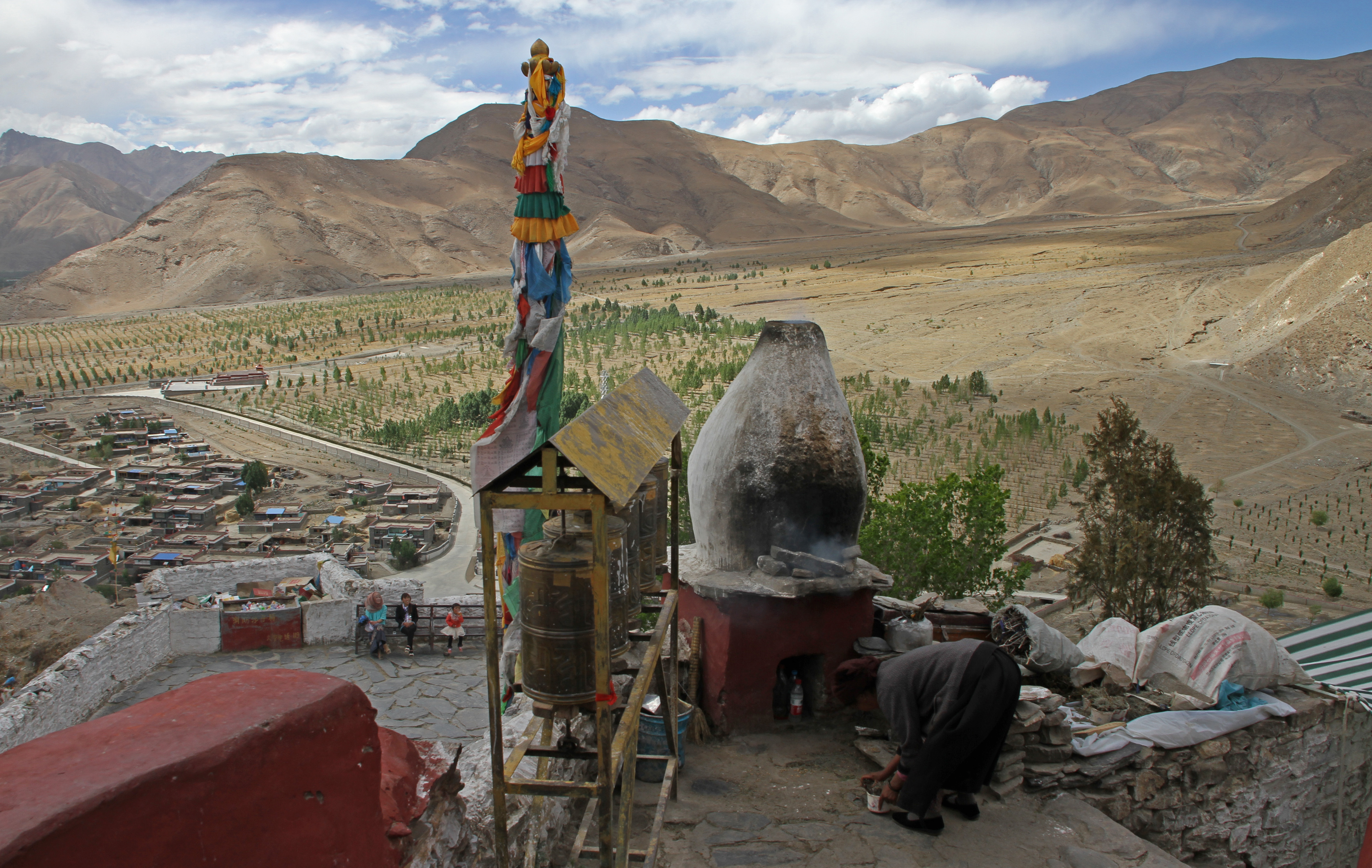
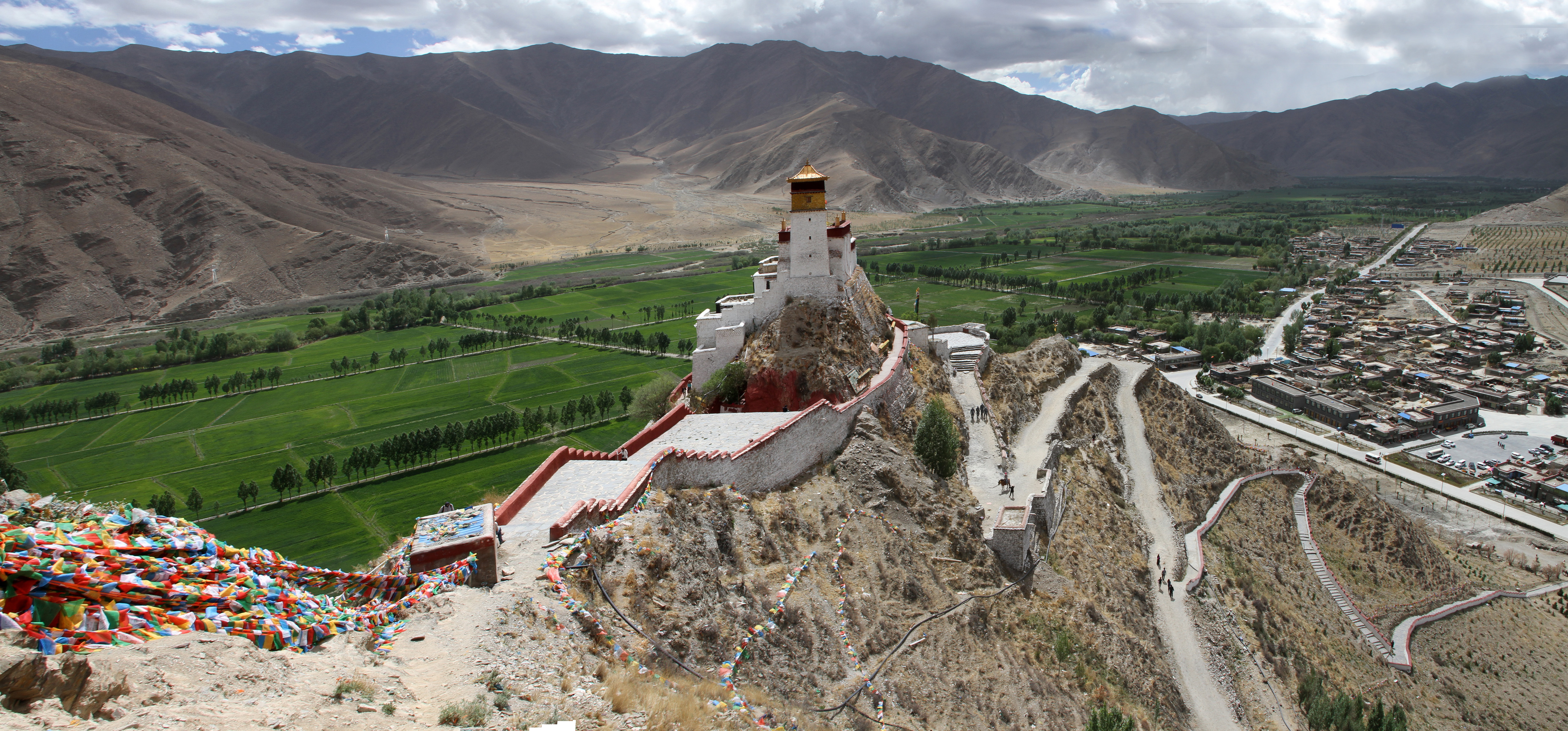
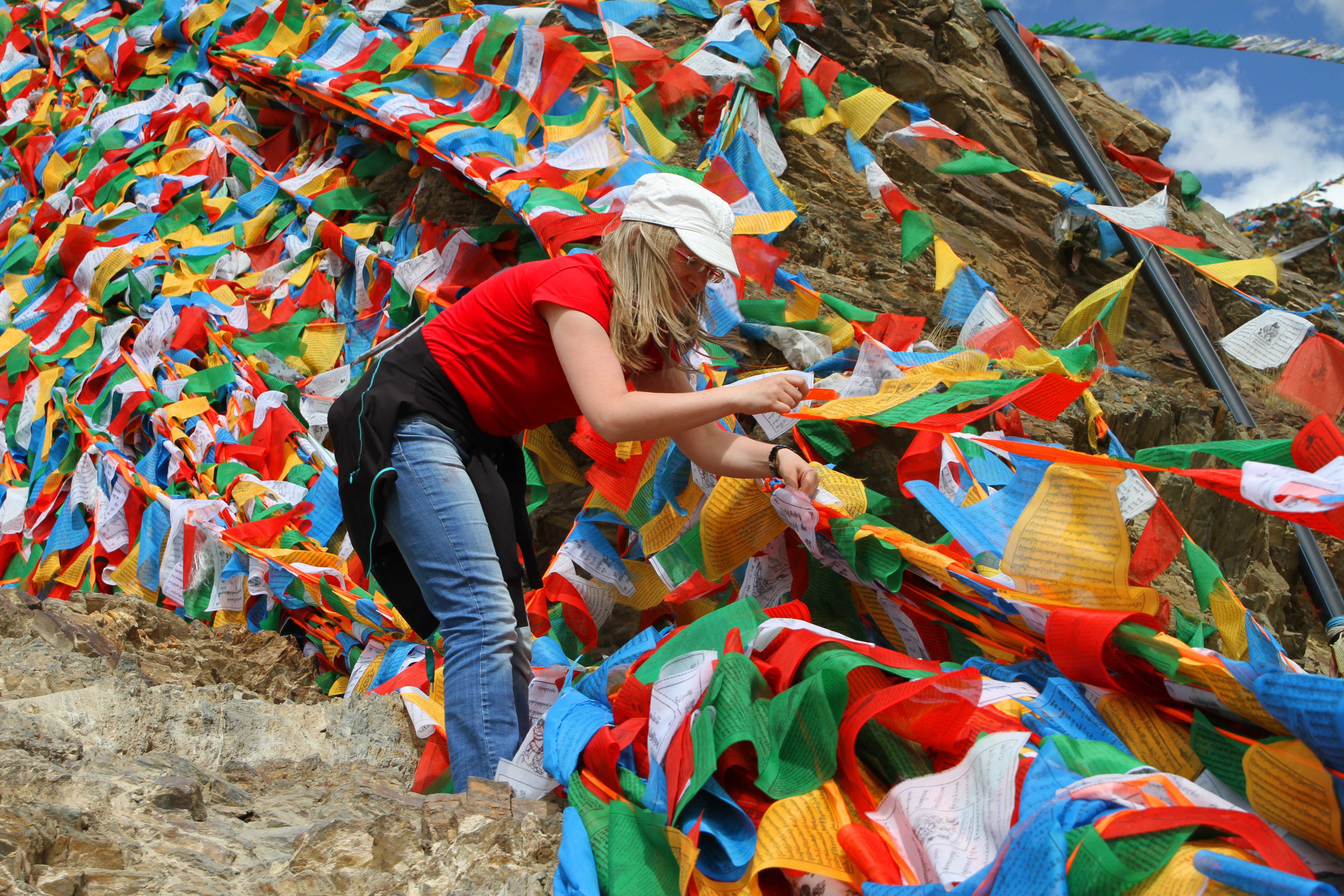